# Lista portów lotniczych na Grenlandii
Lista portów lotniczych na Grenlandii, ułożona alfabetycznie.
| miasto / osada                    | gmina                    | ICAO | IATA | Port lotniczy                                           |
| --------------------------------- | ------------------------ | ---- | ---- | ------------------------------------------------------- |
| Aasiaat (Egedesminde)             | Qaasuitsup               | BGAA | JEG  | Port lotniczy Aasiaat                                   |
| Ilulissat (Jakobshavn)            | Qaasuitsup               | BGJN | JAV  | Port lotniczy Ilulissat                                 |
| Ittoqqortoormiit (Scoresbysund)   | Sermersooq               | BGCO | CNP  | Port lotniczy Nerlerit Inaat                            |
| Kangerlussuaq (Søndre Strømfjord) | Qeqqata                  | BGSF | SFJ  | Port lotniczy Kangerlussuaq (Baza lotnicza Sondrestrom) |
| Kulusuk                           | Sermersooq               | BGKK | KUS  | Port lotniczy Kulusuk                                   |
| Maniitsoq (Sukkertoppen)          | Qeqqata                  | BGMQ | JSU  | Port lotniczy Maniitsoq                                 |
| Mestersvig                        | Park Narodowy Grenlandii | BGMV |      | Port lotniczy Mestersvig                                |
| Narsarsuaq                        | Kujalleq                 | BGBW | UAK  | Port lotniczy Narsarsuaq (Baza lotnicza Narsarsuaq)     |
| Nuuk (Godthåb)                    | Sermersooq               | BGGH | GOH  | Port lotniczy Nuuk                                      |
| Paamiut (Frederikshåb)            | Sermersooq               | BGPT | JFR  | Port lotniczy Paamiut                                   |
| Pituffik                          | obszar wydzielony Thule  | BGTL | THU  | Baza lotnicza Thule                                     |
| Qaanaaq                           | Qaasuitsup               | BGQQ | NAQ  | Port lotniczy Qaanaaq                                   |
| Qaarsut / Uummannaq               | Qaasuitsup               | BGUQ | JQA  | Port lotniczy Qaarsut                                   |
| Sisimiut (Holsteinsborg)          | Qeqqata                  | BGSS | JHS  | Port lotniczy Sisimiut                                  |
| Upernavik                         | Qaasuitsup               | BGUK | JUV  | Port lotniczy Upernavik                                 |